# Strubehoved
Strubehovedet (latin larynx) er et stemmeorgan som sidder i struben og har vigtige opgaver også under fordøjelse (synkning af mad og væske) og respiration.
Strubehovedet har et skelet som består af brusk og er beklædt af en slimhinde. Under slimhinden findes små muskler som bevæger stemmebåndene når dyr puster og mennesker taler. Strubehovedet danner forbindelsen mellem øvre og nedre luftveje. Det lukker for de nedre luftveje under synkning af mad og væske.
- Wikimedia Commons har flere filer relateret til Strubehoved

| Anatomi | Spire Denne artikel om anatomi er en spire som bør udbygges. Du er velkommen til at hjælpe Wikipedia ved at udvide den. |